# Revuelta del Rif (1958-1959)
La Revuelta del Rif fue un levantamiento en la región magrebí del Rif que tuvo lugar entre 1958 y 1959, cuyo origen estaba en unas protestas contras las políticas gubernamentales y la marginación que sufría la región.
La revuelta fue sofocada mediante el bombardeo aéreo de la región con napalm, fósforo blanco y bombas de fragmentación, llevado a cabo por un embrionario Ejército marroquí y dirigido por oficiales franceses. A la cabeza del ejército, y supervisando las operaciones, se encontraba el entonces príncipe heredero Mulay Hasan (futuro Hassan II), acompañado de Mohammed Ufqir. La represión dejó un saldo de varios miles de rifeños muertos. La represión de esta revuelta suele citarse como episodio inicial de los llamados «años de plomo en Marruecos».

## Antecedentes
Con la independencia de Marruecos en 1956, los territorios de los antiguos protectorados francés y españoles se reagruparon para formar el Reino de Marruecos. Para los rifeños, habitantes del antiguo protectorado español, la incorporación al nuevo país en 1956, supuso un gran choque cultural, económico y político. 
Desde las montañas norteñas, se percibió por parte de sus habitantes, que volvían a ser colonizados, esta vez, por políticos marroquíes desde Rabat, especialmente por el partido político Istiqlal. El descontento se fue generalizando hasta desembocar abiertamente en una revuelta.

## Desarrollo

### Rebelión
En junio de 1956, es asesinado el rifeño Abbas Messaadi por Karim Hajjaj en Fez, mientras llevaba un campamento militar.Karim Hajajj era miembro del Partido Istiqlal.
Las protestas siguieron por el cierre de la frontera argelina a la inmigración rifeña, a lo que se unía el fuerte descontento por la total ausencia de representantes rifeños en la administración marroquí. De hecho, entre algunos círculos rifeños empezó un Programa de 18 puntos del antiguo caudillo Abd el-Krim.
En agosto de 1958, en Tetuán aparecen varios carteles, dando vivas al Dictador español Francisco Franco, y en Tánger los carteles subversivos atacan al rey Mohamed V y ensalzan la figura de Gamal Abdel Nasser, el presidente de Egipto y por aquel entonces una figura famosa en el Mundo árabe. En Rabat, el Gobierno intenta calmar los ánimos, nombrando jefe del Ejército marroquí del norte a un antiguo héroe marroquí de la guerra civil española, el general Mohammed ben Mizzian. Las cabilas van más allá del mero descontento y reclaman abiertamente la independencia: las de Beni Urriaguel, Beni Esnasse y Tensamán comienzan a armarse. La aparición de una bandera española en Tizzi Ifri será el pretexto escogido por el gobernador marroquí de la zona para denunciar a los rebeldes rifeños como traidores de Marruecos.[cita requerida] Varios residentes rifeños en Melilla son acusados por la prensa marroquí de tráfico de armas y el gobierno español teme que las plazas españolas de Ceuta y Melilla se vean afectadas por la revuelta rifeña, por lo que su actitud es de concordia con las autoridades marroquíes.[cita requerida]
Abdelkhalek Torres, líder nacionalista de Tetuán, pronunció un violento discurso por Radio Tetuán en el que criticó al gobierno marroquí considerándole culpable del caos económico, del paro y de la miseria del Rif.[cita requerida]
Mizzian y el ministro de Defensa marroquí, acuden a entrevistarse con los rebeldes. Entre otras reivindicaciones, las tribus exigen la salida de tropas extranjeras, el regreso de Abd el-Krim, la desaparición del Partido del Istiqlal en la zona rifeña, creación de empleo y la reducción de impuestos. 
El 25 de octubre de 1958, las oficinas del Istiqlal en Einzorén son tomadas al asalto por una turba, y los soldados gubernamentales allí presentes son masacrados; Es el comienzo de una sublevación que ha tomado la forma de una revuelta en toda regla. Durante este mes de octubre se producirán continuos actos de sabotaje en la zona, y el Gobierno marroquí detiene a varios líderes rifeños. También los estudiantes rifeños declaran la huelga en protesta por implantarse el bachillerato francés y la supresión del sistema de estudio español, herencia del antiguo Protectorado. La principal lucha tendrá lugar durante el invierno de 1958-1959.

### Programa de 18 puntos
El programa de 18 puntos fue presentado a Mohammed V por Sellam Ameziane y otros dos miembros del Ait Waryaghar (Abdel Sadaq Khattabi y el hijo de Abdelkrim al-Khattabi, Rachid) el 11 de noviembre de 1958:
1. Evacuación de todas las tropas extranjeras de Marruecos
2. Formación de un gobierno popular con una amplia base
3. Abolición de todos los partidos políticos y formación de un gobierno de unidad nacional
4. Contratación local de funcionarios locales
5. Libertad para todos los partidos políticos
6. Regreso de Abd el- Krim a Marruecos
7. Garantías a los disidentes contra las represalias
8. Elección de jueces capaces
9. Reorganización del Ministerio de Justicia
10. Llevar a los criminales ante la justicia
11. Un rifeño ocupará un puesto importante en el gobierno marroquí
12. La Operación Arado se extenderá al Rif
13. Reducción de impuestos en todo Marruecos, especialmente en el Rif
14. Creación de un ambicioso programa contra el desempleo
15. Creación de becas para estudiantes rifeños
16. Rápida arabización de la educación en todo Marruecos
17. Creación de más escuelas rurales
18. Reapertura del Liceo de Alhucemas

### Represión
A finales de enero de 1959, un Ejército marroquí al mando del príncipe Muley Hassan, y compuesto por más de 30.000 hombres, desembarcó en Alhucemas y Tánger. Rápidamente se ocupan estas ciudades, así como Chauen y Tetuán. Con la experiencia de la revuelta de 1921, Ufqir y Hassan saben que una avance por tierra sería un baño de sangre. En febrero de 1959, la aviación real bombardea indiscriminadamente a los aduares y los lugares de refugio de los rebeldes con bombas de fragmentación, napalm y fósforo [cita requerida]. Con el apoyo de la aviación real, las tropas marroquíes vuelven a ocupar las montañas del norte; en pocas semanas la revuelta ha sido sofocada.
El héroe de la guerra del Rif, Abd el-Krim desde su exilio en El Cairo exhortaba a los rifeños para que continuasen con la lucha hasta conseguir la libertad del Rif. [cita requerida] Mientras tanto, el Gobierno marroquí protesta formalmente ante el Gobierno español porque los guerrilleros rifeños utilizan armas de fabricación española y se sospecha que son apoyados por los antiguos colonizadores.
Aunque muy mal armados y casi sin apoyo extranjero, los dos o tres mil hombres de Ameziane (principalmente ex-Legión española, el ALN y el ejército de Khattabi) infligieron varias derrotas graves al ejército real. Cerca de mil soldados perdieron la vida. El avión del príncipe heredero incluso fue derribado por fuego insurgente, pero Hassan escapó. La lucha fue tan feroz, especialmente en Beni Ouriaghel y Gueznaya, que el ejército recurrió a la aviación, la artillería y los tanques (franceses) para tomar la delantera. Solo dos semanas después, los insurgentes fueron derrotados. Sus líderes fueron arrestados o huyeron. Amezian se refugió en España al principio, luego fue a Egipto e Irak.

## Consecuencias
Un dahir (decreto) real del 29 de noviembre de 1958 declaró Alhucemas zona militar y sigue vigente hasta hoy. La supresión de la revuelta no significó la pacificación de la zona, dado que al terminar esta dio comienzo una larga represión y el antecedente de lo que serían los años de plomo marroquíes. Transcurrido más medio siglo, a pesar del largo tiempo transcurrido, la revuelta todavía permanece en el ideario colectivo rifeño. Causó la violación masiva de mujeres en la región de Alhucemas que, tras detener a varios miles de rifeños en campos de concentración, el ejército marroquí practicó el saqueo y la violación de mujeres por toda la región.Otro legado ruinoso del levantamiento fue el total abandono y marginación económica de la región por parte de las autoridades marroquíes durante las siguientes cuatro décadas.
En la revuelta marroquí de 1984, uno de los principales focos eran las ciudades rifeñas como Alhucemas o Nador, y el rey Hassan II dio un discurso en la televisión pública en el que denigró a la población con palabras como la «escoria de Nador, Alhucemas, Tetuán o Alcazarquivir, escoria que está desempleada y vidas de contrabando y robo». Además hizo alusiones a cuando dirigió la represión de la revuelta en 1958 y que no intentaran nada violento.